# Puig Lleó
El puig Lleó és una muntanya de 311 m d'altitud a la Serra Pedregosa (Massís de Bonastre) situada a la partió dels termes municipals d'Albinyana i el Vendrell, a la comarca del Baix Penedès.
És el punt més alt del terme del Vendrell, a la part més alta de la carena disposada d'est a oest (serra Pedregosa, serra del Marian, serra de la Papiola i serra de Sant Josep) que separa al nord el fondal d'Abinyana (torrent d'en Nicolau) del vessant sud, orientat al Mediterrani. A pocs metres, a l'oest del cim, hi ha el parc Aqualeón.